# 2025년 밴쿠버 차량 돌진 공격
2025년 4월 26일, 캐나다 브리티시컬럼비아주 밴쿠버에서 필리핀 문화 행사인 라푸라푸 데이 축제에서 차량 돌진 공격이 발생하였다. 공격으로 인해 11명이 사망하고 최소 32여 명이 부상당하였다. 이는 밴쿠버 역사상 가장 치명적인 차량 돌진 사고이며, 2018년 토론토 승합차 돌진 사건과 더불어 캐나다 역사상 가장 치명적인 차량 돌진 공격으로 기록되었다.
밴쿠버 경찰청은 해당 공격이 테러 행위는 아니었다고 발표하였다.

## 개요
라푸라푸의 날은 (라푸라푸 데이) 스페인의 필리핀 식민지배에 맞서 싸운 막탄 족장인 라푸라푸의 이름을 딴 필리핀 축제로, 1521년 막탄 전투에서 라푸라푸 족장과 그의 동맹들이 스페인의 페르디난드 마젤란의 군대에 맞서 승리한 것을 기념하는 날이다. 브리티시컬럼비아주는 2023년에 공식적으로 이 행사를 인정했으며, 밴쿠버시는 상당한 이민자 인구를 가진 필리핀계 캐나다인을 위해 매년 라푸라푸의 날에 관련된 연례 축제를 행하고 있다.
밴쿠버 시의원 2명에 따르면 이 행사장은 이전 축제들과 달리 덤프트럭등에 의해 도로를 봉쇄되지 않았다고 하였다. 밴쿠버 경찰청장 직무대행인 스티브 라이에 따르면, 경찰은 밴쿠버 시와 축제 주최측과 함께 축제에 대한 보안 평가를 실시했으며, 지난 행사에 "아무런 문제"가 없었다는 것을 들어 행사나 필리핀계 커뮤니티에 대한 위협이 없다는 것을 확인하였다고 한다. 사건의 여파로 다음날 아침에 예정된 밴쿠버 선런 마라톤에 대한 보안평가가 실시되었으나, 보안상 문제가 없다고 판단되어 예정대로 진행되었다. 다만, 해당 마라톤에 경찰 인력을 강화하여 만일의 사태를 대비하였다.
2025년 캐나다 연방 선거 이틀 전에 사건이 발생하였다. 선거 유세를 위해 행사에 참석한 캐나다 신민주당 지도자 자그마트 싱은 공격이 일어나기 불과 몇분 전 행사장을 떠난걸로 알려졌다.

## 공격
사건에 사용된 차량인 검은색 아우디 Q7 SUV는 공격 현장으로 방향을 전환하기 전 주변 지역에서 과격하게 과속을 하고 있던걸로 알려졌다. 공격이 일어나기 1~2분 전, 차량은 U턴을 한 뒤 마치 주차하듯 도로변에 차를 세웠다.
이후 오후 8시 14분 PDT (UTC−7)경, 차량은 프레이저 스트리트 서쪽의 이스트 43번가 구간을 고속주행 하였다. 해당 구간은 행사가 진행되던 존 올리버 고등학교 옆에 임시로 마련된 푸드트럭 존이었다. 목격자들에 의하면 고속 주행하던 차량에 인해 피해자 다수가 차량과 충돌한 뒤 "날아갔다"고 하며, 공격 후 사건 현장의 영상에는 도로 구간에 차량 잔해와 희생자들이 흩어져 있는 모습이 담겨 있었다.

## 피해자
이 사건으로 5살에서 65세 사이의 피해자 11명이 사망하였고, 24명 이상이 부상을 당하였다. 일부 부상자는 심각한 부상을 입었다고 알려졌다. 4월 27일부로 피해자의 신원은 확인되지 않았다. 밴쿠버 종합병원은 사건으로 인해 다수 사상자 사고를  나타내는 코드 오렌지 발령하였다. 다음날 브리티스컬럼비아 보건부는 사망자 11명을 포함해 32명이 병원에 입원했으며, 17명이 병원에 입원 중이라고 확인하였다. 이후 4월 30일 발표에 따르면 7명의 중환자와 3명의 중상자를 포함 총 10명이 병원에 아직도 입원 중이라고 확인하였다. 입원 환자 중 한명은 생후 22개월된 영아였으며 나머지는 전부 성인이었다.
알려진 사망자로는 브라질리언 카니발 그룹 마르카 너드의 창립자 중 한 명인 34세 브라질인 음악가 클라라 "키라" 가나폴 사림, 그리고 뉴웨스트민스터 고등학교의 상담 교사가 포함되었다. 콜롬비아계 커플과 성인 딸도 사망하였다. 최연소 사망자였던 5살 유아의 부모도 사고로 인해 희생되었음이 확인되었다. 인근 초등학교 학부모 모임의 학부모도 사망하였다. 필리핀에서 캐나다로 이민을 온 아들을 보러 온 한 필리핀 여성도 아들과 함께 사망하였다.

## 여파
공격 이후, 마크 카니 캐나다 총리는 캘거리와 리치먼드에 예정되어 있던 자유당 선거 행사를 취소하고 4월 27일에 공격 현장 방문하며 유족들을 만났으며, 이후 현지 교회의 기도회에 참석하였다. 피에르 폴리에브 캐나다 보수당 대표는 예정에 없었던 일정으로 미시소가에 있는 교회를 방문하여 필리핀계 커뮤니티 구성원들을 만났다. 행사에 참석했던 자그미트 싱 대표는 4월 27일 예정된 일정을 취소하였다.
공격이 발생한 주변 도로인 남방 프레이저 스트리트 그리고 이스트 43번가는 공격 이후 며칠간 폐쇄되었다. 사건 이후 프레이저 스트리트와 41번가 사이의 도로변에 추모 시설이 설치되었다. 브리티시컬럼비아주 정부는 2025년 5월 2일 공식 희생자 추모와 애도의 날로 지정하였다.

## 가해자
돌진 차량의 운전자 카이지 아담 로는 (Kai-Ji Adam Lo) 밴쿠버 출신의 30세 남성으로, 사건 이후 도주를 시도하다 지나가던 행인들에 의해 붙잡힌 후 경찰에 인계되었다. 로는 해당 차량의 유일한 탑승자로 독단 행동을 벌인것으로 알려졌다.
밴쿠버 경찰은 가해자가 "정신 건강과 관련된" 문제로 경찰과 의료인들과 상당 부분 왕래를 한 이력이 있었지만, 해당 사건 이전 범죄 전과는 없었다고 한다. 경찰은 이 사건의 동기로 테러의 가능성을 배제하였다. 4월 27일 경찰 발표에 따르면, 사건 하루 전날인 4월 25일 로와 접속하였지만 병원 방문이 필요하지 않았다고 판단하였다고 한다. 공격이 일어나기 불과 몇 시간 전, 로의 가족 중 한 명이 로의 정신 건강이 악화되고 있다는 사실을 정신병원에 신고하였다. 그는 망상과 편집증 증상을 보이고 있었다. 경찰이 조치를 취했는지는 알려지지 않았다. 밴쿠버보건당국은 사건 당시 로가 정신과 전문가들의 도움을 받고 있었으며 정신건강법에 의거해 강제 입원 대신 장기 관찰 중이었음을 밝혔다. 보건당국은 사건 이전에 로가 공공에 위협이 될만한 징후를 보이지 않았다고 하였다. 2025년 5월 2일, 법원은 로에게 정신과 진단을 받을것을 명령하였다.
로는 2024년 상당한 가정 사건이 있었던것으로 알려졌다. 2024년 1월 28일, 로의 31세 형인 알렉산더가 이스트 밴쿠버의 켄싱턴-시더 코티지 지역에 있는 자택에서 사망한 채 로 발견되었고, 해당 사망 사건의 유력 용의자는 2급 살인 혐의로 기소되었다. 해당 용의자는 2024년 10월 무죄를 주장한 이후 2025년 4월 기준으로 재판이 진행 중이었다. 로는 형의 장례 비용을 충당하기 위해 온라인 모금 행사를 진행하여 9,000달러가 넘는 기부금을 모은것으로 알려져 있다. 2024년 8월, 로의 어머니는 자살기도를 하여 한 달 동안 병원에 입원하였다. 애덤 로는 또 다른 온라인 모금 행사를 진행하였지만 성과가 좋지 않았다고 한다.

## 기소
로는 캐나다 형법 35조에 따라 2급 살인혐의로 8건의 기소를 받았고, 4월 27일 오후 보석 심리를 위해 법정에 출두하였다. 로는 보석을 요청하지 않았으며 경찰에 구금하에 있다. 로는 5월 26일 브리티시컬럼비아주 지방 법원에 출석이 예정되어 있다. 밴쿠버 경찰은 피해자를 식별하기 위한 조사가 계속됨에 따라 추가 기소가 이루어질 가능성이 있다고 밝혔다.

## 반응
마크 카니 캐나다 총리, 연방 보수당 대표 피에르 폴리에브, 사건 당일 축제에 참석했던 연방 신민주당 대표 자그미트 싱, 캐나다 총독 메리 사이먼, 브리티시 컬럼비아 주 총리 데이비드 이비, 밴쿠버 시장 켄 심, 및 연방 녹색당 공동대표인 엘리자베스 메이를 포함한 수많은 지역 및 국가 정치인들이 애도의 뜻을 표했다. 밴쿠버 경찰청장 직무대행인 스티브 라이는 해당 공격을 "우리 (밴쿠버시) 도시 역사상 가장 어두운 날"이라고 표현하였다. 찰스 3세 국왕은 성명을 통해 자신과 카밀라 왕비가 공격 소식을 듣고 "깊은 슬픔"을 느꼈다고 조의를 표하였다.
주 밴쿠버 필리핀 총영사관은 사건에 애도의 뜻을 밝혔으며, 필리핀에서는 봉봉 마르코스 대통령, 사라 두테르테 부통령 및 여러 상원의원들이 이 공격에 대해 슬픔과 분노를 표명하였다.
밴쿠버 화이트캡스 FC는 4월 26일 미네소타 유나이트 FC와의 경기 전에 희생자 추모를 위한 묵념의 시간을 갖고 필리핀 국기를 들었다.

## 같이 보기
- 2018년 토론토 승합차 돌진 사건